# Tota Alba
Dolores Bejarano Alba (Buenos Aires, 5 de març de 1914— Madrid, 1983), més coneguda com a Tota Alba, va ser una actriu espanyola.

## Biografia
Filla de Josefina Bejarano, actriu espanyola emigrada a l'Argentina, va estudiar Geografia, Història i Literatura en aquest país. A mitjan anys trenta la seva família va tornar a Espanya, i Tota va iniciar la seva carrera teatral en papers, en general, de to còmic i informal. Manuel Gómez García anota en el seu diccionari que la seva primera representació teatral va ser al costat de Narciso Ibáñez Menta a El hombre y la bestia. Pel seu treball habitual en el quadre d'actors de Ràdio Nacional d'Espanya va rebre el Premi Especial d'Interpretació.
Va treballar en les companyies de Lola Membrives, Milagros Leal, Valeriano León i Aurora Redondo. D'aquesta època són les seves representacions de Déjeme usted que me ría o Ni pobre ni rico, sino todo lo contrario, així com a La Orestíada (1960), d'Èsquil, en el Festival de Teatre Clàssic de Mèrida. Va rebre l'Antena de Oro 1964 per la seva intervenció a la ràdio.
Debutà en el cinema en 1955 amb l'obra Suspenso en comunismo, d'Eduardo Manzanos, iniciant una llarga trajectòria com a actriu secundària especialitzada en papers còmics, en títols com El hombre que viajaba despacito (1957), amb guió de Miguel Gila, Los tramposos (1959), de Pedro Lazaga, Un tipo de sangre, de León Klimovsky, Mi calle (1960), d'Edgar Neville, Chica para todo (1963), de Mariano Ozores o Españolas en París (1971). En 1964 Fernando Fernán Gómez li va permetre mostrar també la seva capacitat per als papers dramàtics a El extraño viaje.

## Trajectòria en televisió
Va estar molt present en TVE durant les dècades de 1960 i 1970, especialment en els repartiments d' Estudio 1.
- Silencio, estrenamos (1974)
- Buenas noches, señores 
  - El aniversario (2 d'agost de 1972)
- Las Tentaciones 
  - El león emisario (15 de novembre de 1970)
- Teatro de misterio 
  - El gato y el canario (10 d'agost de 1970)
- Pequeño estudio 
  - La casi viuda (5 de març de 1969)
  - La sombra del delito (30 de març de 1973)
- Hora once
  - El Apolo de Bellac (9 de febrer de 1969)
  - Una estatua en el valle (29 d'abril de 1971)
- Vivir para ver 
  - Año 2007 (1 de gener de 1969)
- La risa española
  - El sombrero de copa (13 de juny de 1969)
- Teatro de siempre 
  - Deirdre de los dolores (30 de juny de 1967)
- La pequeña comedia 
  - Asesor para damas (23 d'agost de 1966)
  - Cola de caballo (6 de setembre de 1966)
- Historias para no dormir 
  - La sonrisa (3 de juny de 1966)
- Estudio 1 
  - La dama del alba (1 de desembre de 1965)
  - Julieta y Romeo (17 d'agost de 1966)
  - Los árboles mueren de pie (5 d'octubre de 1966)
  - Don Juan Tenorio (2 de novembre de 1966)
  - Tres sombreros de copa (16 de novembre de 1966)
  - Un hombre duerme (5 de juliol de 1967)
  - Miedo al hombre (2 de juliol de 1968)
  - El teatrito de Don Ramón (1 de juliol de 1969)
  - Un espíritu burlón (22 de gener de 1970)
  - El reloj de Baltasar (19 de febrer de 1970)
  - Hoy es fiesta (12 de març de 1970)
  - El Padre Pitillo (9 de maig de 1972)
  - El amor es un potro desbocado (9 de març de 1973)
  - Ocho Mujeres (29 de juny de 1973)
- Tú tranquilo 
  - Una mujer intelectual (14 d'agost de 1965)
- Novela 
  - Cenicienta 401 (10 de maig de 1965)
  - La ciudad tranquila (15 de novembre de 1965)
  - El pobrecillo embustero (6 de desembre de 1965)
  - El pobrecito embustero (28 d'agost de 1967)
  - Las alas de la paloma (4 de novembre de 1968)
  - Biografía de Doña Jimena (9 de febrer de 1969)
  - Cada día tiene su secreto (5 de maig de 1969)
  - El catalejo (26 de gener de 1970)
  - El dos de maig (4 de maig de 1970)
  - El invernadero Connolly (5 de gener de 1976)
- Estudio 3 
  - El medallón de la señora (4 de maig de 1964)
- Primera fila
  - La pradera de San Isidro (24 de maig de 1963)
  - La señorita de Trévelez (25 de juliol de 1963)
  - Arsénico y encaje antiguo (5 de setembre de 1964)
  - Suspenso en amor (27 de gener de 1965)